# Сакураути, Ёсио
Ёсио Сакураути (яп. 櫻内 義雄 Сакураути Ёсио, 8 мая 1912, Токио, Япония — 6 июля 2003, там же) — японский государственный деятель, министр иностранных дел (1981—1982).

## Биография
Родился в семье Юкио Сакураути, занимавшего посты депутата парламента и министра финансов. Окончил Университет Кэйо.
Начал свою политическую карьеру в 1947 г., когда он впервые был избран в нижнюю палату парламента (переизбирался в течение 18 сроков). Также около двух лет был депутатом Палаты советников. Долгое время был лидером фракции Кано в ЛДП, переименованной в 1965 г. во фракцию Накасонэ; политик возглавлял её до 1989 г.
- 1964—1965 гг. — министр министр внешней торговли и промышленности,
- 1972—1973 гг. — министр сельского и лесного хозяйства,
- 1977—1978 гг. — министр строительства,
- 1979—1981 гг. — генеральный секретарь ЛДП. Находясь на этом посту, он выступил с инициативой превратить храм Ясукуни в государственную святыню,
- 1981—1982 гг. — министр иностранных дел Японии,
- 1990—1993 гг. — председатель Палаты представителей парламента Японии.

Являлся первым председателем Ассоциации японо-вьетнамской дружбы, созданной в 1974 г.
На парламентских выборах 2000 г. не был включен в партийный список и вскоре заявил об уходе из политики.

## Награды
- Орден Цветов павловнии.
- Орден Восходящего солнца I степени.
- Орден Дружбы (28 апреля 1995 года, Россия) — за активную деятельность по развитию дружественных связей между народами Российской Федерации и Японии[2].
- Орден «Мадарский всадник» I степени (1997 год, Болгария)[3].